# The Definitive Augustus Pablo Box Set
A The Definitive Augustus Pablo Box Set egy 2004-es 3 CD-s válogatásalbum Augustus Pablótól.

## Számok

### CD 1
1. Rockers Rock (02:49)
2. Frozen Dub (02:42)
3. 555 Crown St. (02:35)
4. False Rasta (ft. Jacob Miller) (02:36)
5. Kid Ralph (03:29)
6. Thunderclap (02:33)
7. Havendale Rock (02:39)
8. Young Generation (ft. Bongo Pat) (02:24)
9. New Style (02:39)
10. Far East (03:01)
11. Sufferers Trod (03:20)
12. A.P. Special (03:41)
13. Only Jah Know (ft. Tetrack) (03:07)
14. Drum Song (03:53)
15. Zion Gate Dub (ft. Rockers All Stars) (03:32)

### CD 2
1. Augustus Pablo Meets Mr. Bassie (03:28)
2. Tippertone Blues (03:24)
3. Cassava Piece (02:34)
4. King Tubby Meets Rockers Uptown (02:33)
5. Black Forces (ft. Norris Reid) (02:27)
6. Africa Must Be Free (ft. Hugh Mundell) (02:29)
7. Africa 1983 (03:02)
8. BlackGunn (03:03)
9. Silent Satta (03:56)
10. Omega Africa (04:00)
11. Original Roots (03:33)
12. Pablo Inna Hungry Town (02:46)
13. Love and Unity (ft. Carlton "Tetrack" Hines) (07:25)
14. Pablo Inna Fine Style (03:58)
15. Look Within Dub (ft. Rockers All Stars) (03:05)

### CD 3
1. Up Warika Hill (03:43)
2. East Of The River Nile (02:51)
3. Ras Menilik Harp (02:32)
4. Skanking Easy (02:40)
5. Chain Gang (03:25)
6. Problems ft. Horace Andy (03:02)
7. King Davids Melody (03:22)
8. Java pt. II (03:38)
9. Kushites (03:56)
10. King Alpha and Queen Omega (03:58)
11. Revelation Time (03:20)
12. Rice and Peas (ft. Roman Stewart) (03:13)
13. Jah Light (02:17)
14. Unity Dub (ft. Rockers All Stars) (03:36)

## Zenészek
- Basszusgitár: Aston „Family Man” Barrett, Robbie Shakespeare, Leroy Sibbles, Junior „Lefthand” Dan
- Dob: Carlton Barrett, Leroy „Horsemouth” Wallace, Lloyd „The Leg” Adams
- Gitár: Earl „Chinna” Smith
- Trombita: Bobby Ellis
- Szaxofon: Richard „Dirty Harry” Hall, Herman Marquis
- Harsona: Vincent Gordon
- Melodika, zongora, xilofon, orgona, klarinét: Augustus Pablo

## Külső hivatkozások
- https://web.archive.org/web/20071012123959/http://roots-archives.com/release/3522